# Sleeping Gypsy
Sleeping Gypsy ist ein 1977 aufgenommenes Popjazz-Album von Michael Franks. Mit dem Album hat Franks, der alle Songs selbst schrieb, eine Mischung aus Jazz, Pop, Soul und Bossa Nova geschaffen. Es ist sein drittes Album unter eigenem Namen.
Das Album wurde von Tommy LiPuma produziert, der die Titel von Claus Ogerman arrangieren ließ und Franks wie schon beim Vorgängeralbum The Art of Tea erneut mit bekannten Jazz-Musikern wie Michael Brecker, David Sanborn und Joe Sample von den Crusaders zusammenbrachte.

## Hintergrund
Die CD beginnt mit The Lady Wants to Know und enthält Reverenzen an die Jazz-Legenden John Coltrane und Miles Davis (Daddy’s Just Like Coltrane, Baby’s Just Like Miles). Bei Bwana-He no Home handelt es sich um eine Geschichte, die sich ereignete, als Franks nicht zu Hause war und einer seiner Freunde, Dan Hicks, Anrufer mit diesen Worten abwimmelte.
Mit Down in Brazil und Antonio’s Song (The Rainbow), einer Reverenz an den brasilianischen Komponisten Antônio Carlos Jobim, folgte Franks dem Beispiel von Stan Getz, der ein Jahrzehnt vorher die brasilianischen Rhythmen einem großen Publikum bekannt machte.
Der Pianist Joe Sample komponierte die Musik zu Chain Reaction, der Schlagzeuger John Guerin die Musik zu Don’t Be Blue.

## Rezeption
Stephen J. Matteo vergab bei allmusic vier von fünf möglichen Sternen und schrieb über das Album:

“A romantic, elegant and important album in bringing Brazilian music to a wider audience.”

„Ein romantisches, elegantes und wichtiges Album um brasilianische Musik einem breiteren Publikum nahe zu bringen.“

## Albumstücke
1. The Lady Wants to Know – 4:45
2. I Really Hope It’s You  – 4:54
3. In the Eye of the Storm – 5:55
4. B’wanna – He No Home  – 4:57
5. Don’t Be Blue – 3:28
6. Antonio’s Song (The Rainbow) – 5:03
7. Chain Reaction – 5:14
8. Down in Brazil – 4:33